# Live Is Beautiful
Live Is Beautiful è un album dal vivo del gruppo musicale hard rock Sixx:A.M., progetto fondato da Nikki Sixx dei Mötley Crüe. Il disco è uscito nel 2008.

## Tracce
1. X-Mas in Hell – 2:03
2. Pray for Me – 4:39
3. Heart Failure – 5:09
4. Intermission – 1:51
5. Dead Man's Ballet – 5:32
6. Tomorrow – 5:08
7. Accidents Can Happen – 4:39
8. Life Is Beautiful – 5:48

## Formazione
- Nikki Sixx - basso, cori
- James Michael - voce, chitarra, tastiere
- DJ Ashba - chitarra, cori
- Tony Palermo - batteria, percussioni